# 利益
利益（りえき）とは、よい効果を得ること。また、儲けを得ること。利得とも。この項目では会計および法律における意味について説明する。
利益を得るための活動を「営利（）」という（例：営利事業）。

## 会計における利益

### 概要
今日の会計上の利益とは、収益から費用を差し引いた残りの金額のことである。これに対し、収益から費用を差し引くと負の数になる場合（収益よりも費用のほうが多い場合）を損失（そんしつ）と呼ぶ。
利益とキャッシュ・フロー（収入から支出を差し引いたもの）は別の概念である。これを区別する主な理由は以下の二点にある。
- 掛取引については、債権・債務の発生時点で損益を認識する必要がある。
- 設備投資について、負担のみ、減価償却を行う必要がある。

企業会計上の利益損益計算書では、会計基準に合わせていくつかの段階に分けて利益を計算している。

### 売上総利益
売上総利益（、英: gross profit・英: gross operating profit）は、粗利益（）または荒利益（）とも呼ばれ、売上高から売上原価を差し引いたものである。企業の提供する商品・サービスの競争力を表す指標だといえる。
```
売上総利益=売上高 - 売上原価
もしくは
売上総利益=売上高 - 期首商品棚卸高＋当期商品仕入高 - 期末商品棚卸高
```

卸売業や小売業であれば、変動費と売上原価は等しい。したがって売上総利益と限界利益も等しくなる。一方、たとえば製造業の場合であれば、「自社の人件費」「工場経費」といった「変動費に含まれないが売上原価に含まれる費用」がある。そのため、売上総利益は限界利益より低い値になる。

### 営業利益
営業利益（、英: operating profit）は、事業利益（）、EBIT（、英: earnings before interest and tax）とも呼ばれ、売上総利益から販売費及び一般管理費を差し引いたものである。販売組織や本社運営運用の効率性を含めた、企業の本業での利益力収益力を表す指標だといえる。
```
営業利益=売上総利益 - 販売費及び一般管理費
       =(売上高 - 売上原価) - 販売費及び一般管理費
```

#### EBITDA
EBITDA（、英: earnings before interest, tax, depreciation, and amortization）は、売上総利益から、販売費及び一般管理費のうち減価償却費以外を差し引いたものである。利払い前・税引き前・減価償却前・その他償却前利益、金利・税金・償却前利益などと翻訳されることがあるが、翻訳が定まっていないために「EBITDA」が用いられることが多い。
```
EBITDA = 売上総利益 - 販売費及び一般管理費のうち減価償却費以外
       = (売上高 - 売上原価) - 販売費及び一般管理費のうち減価償却費以外
```

#### 事業利益
事業利益（）は
- 営業利益の別名（前述）。
- 営業利益に受取利息、受取配当金、有価証券売却益などの営業外利益を加えたものである。この意味での事業利益から支払利息、有価証券売却損、有価証券評価損などの営業外費用を差し引くと経常利益となる。

```
事業利益=営業利益 + 営業外利益
       = ((売上高 - 売上原価) - 販売費及び一般管理費) + 営業外利益
```

総資産利益率（ROA）を算定する際に、通常、事業利益が分子として利用される。ROAの算定にあたり事業利益が利用される理由は、投資有価証券等を含む総資産を分母とした経営活動の指標である以上
- 財務活動からなる収益を含めることが望ましいこと
- 負債の調達費用である財務費用を差し引くと背理となること

という理由による。

### 経常利益
経常利益（、英: ordinary profit）は、営業利益に営業外収益（受取利息、受取配当金、有価証券売却益など）を加え、営業外費用（支払利息、有価証券売却損益額、有価証券評価損益額など）を差し引いたものである。資金調達のインセンティブを含めた、企業の経常的な採算性を表す指標であるといえる。「計上利益」と区別するため「ケイツネ利益」ということがある。
```
経常利益=営業利益 + 営業外収益 - 営業外費用
       = ((売上高 - 売上原価) - 販売費及び一般管理費) + 営業外収益 - 営業外費用
```

### NOPAT
NOPAT（、英: net operating profit after tax）は、税引き後営業利益（）などと翻訳され、営業利益から租税を差し引いたものである。
```
NOPAT = 営業利益 - 租税
    = ((売上高 - 売上原価) - 販売費及び一般管理費) - 租税
```

### 純利益
純利益（、英: profit・英: net profit・英: net income）は、経常利益に特別利益を加え、それから特別損失、法人税等を差し引いたものである。当期純利益、最終利益や 税引き後利益とも呼ばれる。
```

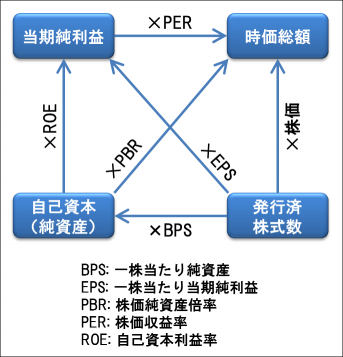
株式に関係する様々な変数の相関図。

純利益 = 経常利益 + 特別利益 - 特別損失 - 法人税等
     = 
[{(売上高 - 売上原価) - 販売費及び一般管理費} + 営業外収益 - 営業外費用] + 特別利益 - 特別損失 - 法人税等
```

### 包括利益
包括利益（、英: comprehensive income）は、資本取引を除いた純資産の増加額から減少額を差し引いたものである。純利益にその他の包括利益を加減して求める。
```
包括利益=純資産の増加額 - 純資産の減少額
       = 純利益 ± その他の包括利益
       = 
[[{(売上高 - 売上原価) - 販売費及び一般管理費} + 営業外収益 - 営業外費用] + 特別利益 - 特別損失] ± その他の包括利益
```

### 留保利益
留保利益は、企業の営業活動により生じた過去の利益を会社内に留保したものをいう。会計上では利益剰余金のことである。

### 限界利益
限界利益（、英: marginal profit）は、貢献利益（）とも呼ばれ、売上高一単位の変動からそれに対応する変動費を差し引いたものである。管理会計で用いる。
```
限界利益
 = 売上高 - 変動費
```

### 様々な利益率
粗利率
粗利率（）は、売上高に対する売上総利益（粗利益）の比率である。
売上高営業利益率
売上高営業利益率（）は、売上高に対する営業利益の比率である。
総資産利益率
総資産利益率（）は、総資産に対する利益の比率である。ROA（英: return on asset）とも呼ばれる。総資産利益率を算定するにあたっては、利益として、営業利益、NOPAT、事業利益（営業利益に営業外利益を加えたもの）を用いるのが適切である。分母たる総資産が負債と自己資本との合計である以上、分子たる利益に負債の調達コストを反映させるのは二重計上となってしまうためである。
自己資本利益率
自己資本利益率（）は、自己資本に対する利益の比率である。ROE（英: return on equity）とも呼ばれる。この算定に当っては、分子として経常利益、純利益を用いるのが適切である。経常利益及び純利益は、負債の調達コストである財務費用を反映した指標だからである。
資本利益率の構成要素
資本利益率は、売上高利益率と資本回転率の積として表される。資本利益率は資本に対する利益の比率であり、売上高利益率は売上高に対する利益の比率であり、資本回転率は資本に対する売上高の比率である。例えば株主資本利益率（ROE）は、株主資本回転率と売上高当期純利益率に分解される。資本利益率は、資本市場での裁定取引のため、業種の差はそれほど顕著でない。一方で、売上高利益率と資本回転率は、業種により大きくその数値が相違する。例えば製造業は、流通業に比べて売上高利益率が高く資本回転率が低いが、その積である資本利益率においては両業種の数値はさして差がなくなるのである。

## 法律における利益
- 畜産業者が市営の屠畜場を使用する利益は、反射的利益にとどまり、屠畜場の廃止の際に市が畜産業者に補償金を支払うことは違法（2010年2月23日最高裁判所第三小法廷判決平成18(行ヒ)79）。
- 建築基準法42条2項の指定を受けた私道(みなし道路)を自動車で通る利益は、反射的利益にとどまり、私道の所有者が私道に10本の金属ポールを立てて自動車の通行を不可能にする行為（歩行での通行は可能）は違法ではない（2000年1月27日最高裁判所第一小法廷判決平成8(オ)1248）。
- 建築基準法42条1項5号の指定を受けた私道（道路位置指定）を通ることは、反射的利益にとどまり、その通行が妨害された者であっても私道所有者に対する妨害排除等の請求権を有しないのが原則であるが、他に公道に通じる自動車通行可能な道路がない者については、私道所有者が著しい損害を被るなどの特段の事情がない場合は、私道を通行する人格権的権利を有し、妨害排除等の請求権を有する（1997年12月18日最高裁判所第一小法廷平成8(オ)1361）。
- 反射的利益であっても相当の根拠・効果がある場合は、裁判所に法的利益であると認められる場合もある（判例：最小二昭33(オ)710）。つまり、反射的利益は法的利益と排他ではない。

訴えの利益

履行利益
有効な契約が履行され有権者が得る利益のこと。
例：土地の売買で買主の売買契約が履行されて土地を買い入れ、他に転売して得たであろう利益など。
土地利益
例：土地の売買契約を有効である土地の調査に必要とした費用やその土地上に建てるつもりで買った建築材料の費用など。